# Voyria aurantiaca
Voyria aurantiaca är en gentianaväxtart. Voyria aurantiaca ingår i släktet Voyria och familjen gentianaväxter.

## Underarter
Arten delas in i följande underarter:
- V. a. aurantiaca
- V. a. monantha